# Kierpień
Kierpień (dodatkowa nazwa w j. niem. Kerpen) – wieś w Polsce, położona w województwie opolskim, w powiecie prudnickim, w gminie Głogówek. Historycznie leży na Górnym Śląsku, na ziemi prudnickiej. Położona jest na terenie Równiny Niemodlińskiej, będącej częścią Niziny Śląskiej. Przepływa przez nią rzeka Osobłoga.
W latach 1954–1959 wieś należała i była siedzibą władz gromady Kierpień, po jej zniesieniu w gromadzie Błażejowice. W latach 1975–1998 miejscowość należała administracyjnie do ówczesnego województwa opolskiego.
Według danych na 2011 wieś była zamieszkana przez 317 osób.
Przysiółkiem wsi jest Chmielnik.

## Geografia

### Położenie
Wieś jest położona w południowo-zachodniej Polsce, w województwie opolskim, około 12,5 km od granicy z Czechami, na Równinie Niemodlińskiej, tuż przy granicy powiatu prudnickiego z powiatem krapkowickim (gmina Strzeleczki). Należy do Euroregionu Pradziad. Przez granice administracyjne wsi przepływa rzeka Osobłoga.

### Środowisko naturalne
W Kierpniu panuje klimat umiarkowany ciepły. Średnia temperatura roczna wynosi +8,5 °C. Duże zróżnicowanie dotyczy termicznych pór roku. Średnie roczne opady atmosferyczne w rejonie Dzierżysławic wynoszą 619 mm. Dominują wiatry zachodnie.
| SIMC    | Nazwa     | Rodzaj     |
| ------- | --------- | ---------- |
| 0999038 | Chmielnik | przysiółek |

## Nazwa
Nazwa wsi wywodzi się od łacińskiego słowa carpio – co oznacza staw dla karpi. Topograficzny opis Górnego Śląska z 1865 roku notuje wieś pod obecnie stosowaną, polską nazwą Kierpien, a także zgermanizowaną Kerpen we fragmencie: „Kerpen (1281 Carpno, 1388 Kerpyn, polnisch Kierpien)”. W Spisie miejscowości województwa śląsko-dąbrowskiego łącznie z obszarem ziem odzyskanych Śląska Opolskiego wydanym w Katowicach w 1946 wieś wymieniona jest pod polską nazwą Kierpno. 15 marca 1947 r. nadano miejscowości nazwę Kierpień. 1 grudnia 2009 wprowadzono dodatkową nazwę wsi w języku niemieckim – Kerpen.
W historycznych dokumentach nazwę miejscowości wzmiankowano w różnych językach oraz formach: Kerpno villa (1274), Erbgut Carpno (1281), Kerpno (1285), in Kerpena (1290), Kerpin (1324), Kerppen (1635), Kerpyn (1388), in villa Kerpen (1679), Kerpten (1743), Kerpen (1784), Kerppen, Kierpień (1845), Kierpno – Kerpen (1939), Kerpen – Kierpień, -pnia, kierpieński (1947), Kierpień, -pnia (1981).

## Historia
Na obszarze wsi znajdują się neolityczne stanowiska archeologiczne.

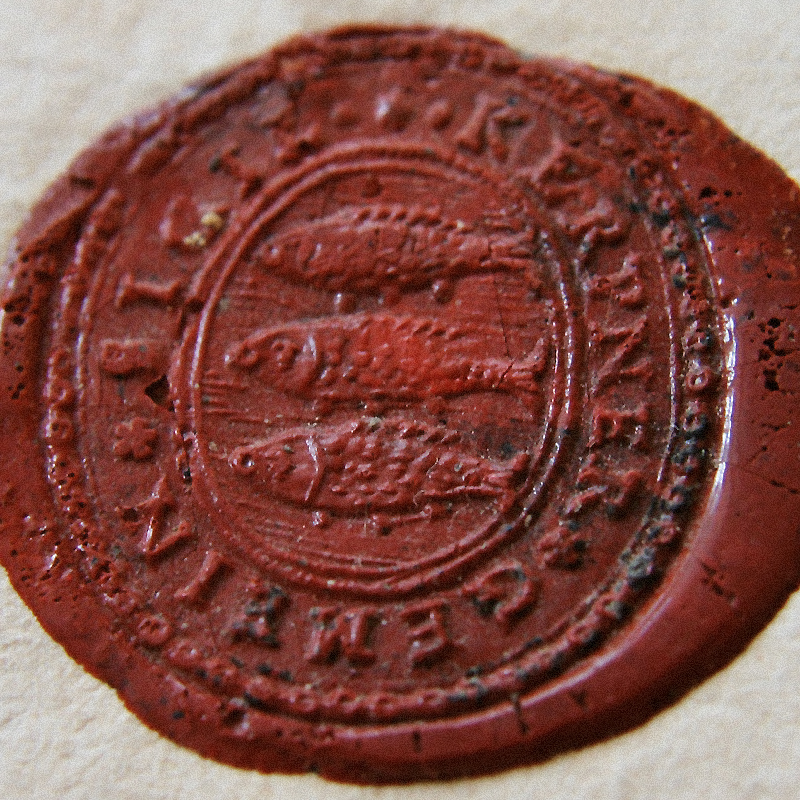
Pieczęć Kierpnia (1722)

Pierwsze wzmianki o wsi pochodzą z XIII wieku. Nie jest znany dokładny rok jej założenia, okres powstania wsi wyznaczono w przybliżeniu na lata 1245–1274. Książę Władysław opolski w 1274 przekazał wieś zakonowi cystersów w Kazimierzu. Miejscowy kościół parafialny pod wezwaniem Narodzin Najświętszej Marii Panny wzmiankowany był po raz pierwszy w 1335.

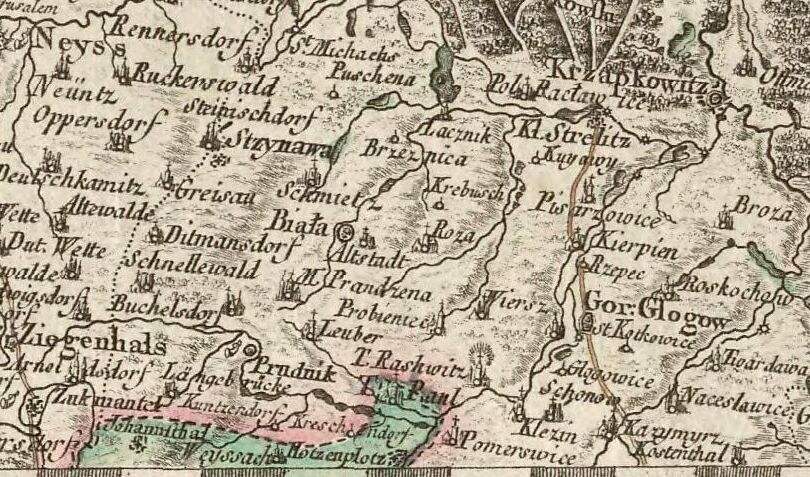
Kierpień (Kierpien) wśród miejscowości ziemi prudnickiej na polskojęzycznej mapie z 1772

Wieś Kierpień była własnością opactwa cystersów w Lubiążu, a prawo wyższe do niej należało do zamku w Głogówku. 3 lipca 1574 w Opolu opat lubiąski Jan oskarżył wszystkich mieszkańców Kierpnia o nieodrabianie pańszczyzny „od wielu lat”, przez co mieli narazić opactwo w Lubiążu na szkody obliczone na 500 złotych czerwonych. Sąd odbył się w Opolu lub Raciborzu. W 1597 dzierżawcą wsi Kierpień był Baltazar Betsch.

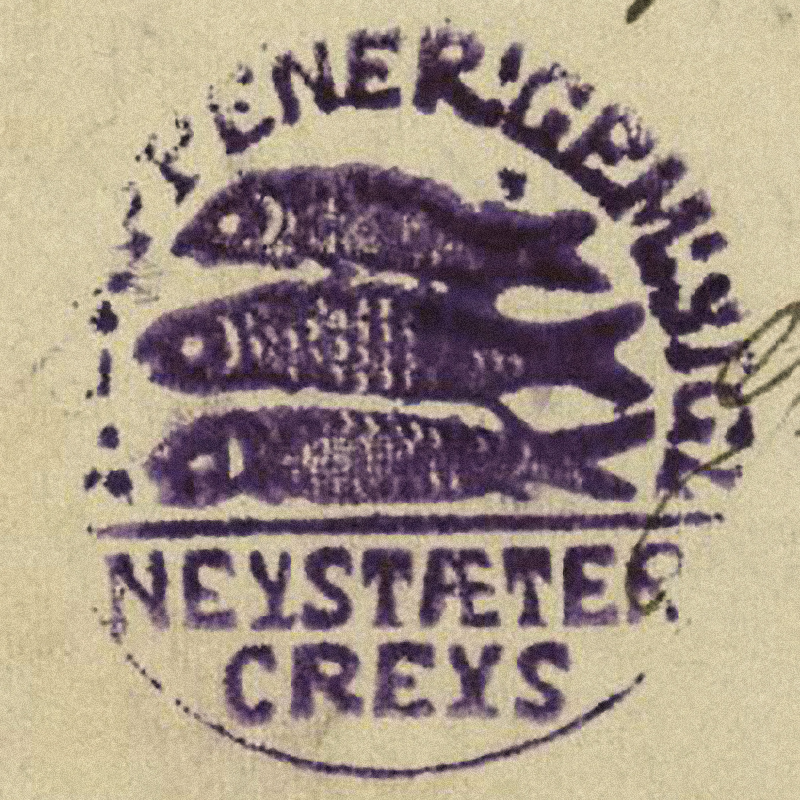
Pieczęć Kierpnia (1926)

Wieś posiadała swoją własną pieczęć, która przedstawiała trzy karpie ułożone w słup, a w otoku napis: KERPPENER: GEM: SIGL: / NEYSTAETER CREYS. Do 1742 wieś należała do powiatu sądowego głogóweckiego w Monarchii Habsburgów. Po I wojnie śląskiej znalazła się w granicach Królestwa Prus i weszła w skład powiatu prudnickiego w prowincji Śląsk. W XIX wieku w Kierpniu funkcjonował młyn wodny.
10 lipca 1903 Kierpień i okoliczne miejscowości nawiedziła ogromna powódź. Woda wystąpiła z brzegów Osobłogi i zalała wschodnią część wsi. Mieszkańcy schowali się na strychach i dachach wraz z żywym inwentarzem, który zdołali uratować. Po przerwaniu wałów ochronnych zachodniej odnogi Osobłogi zalane zostały drogi do Kierpnia, co uniemożliwiło wezwanie pomocy. Uszkodzeniu uległo wiele domów oraz mosty przez Osobłogę.

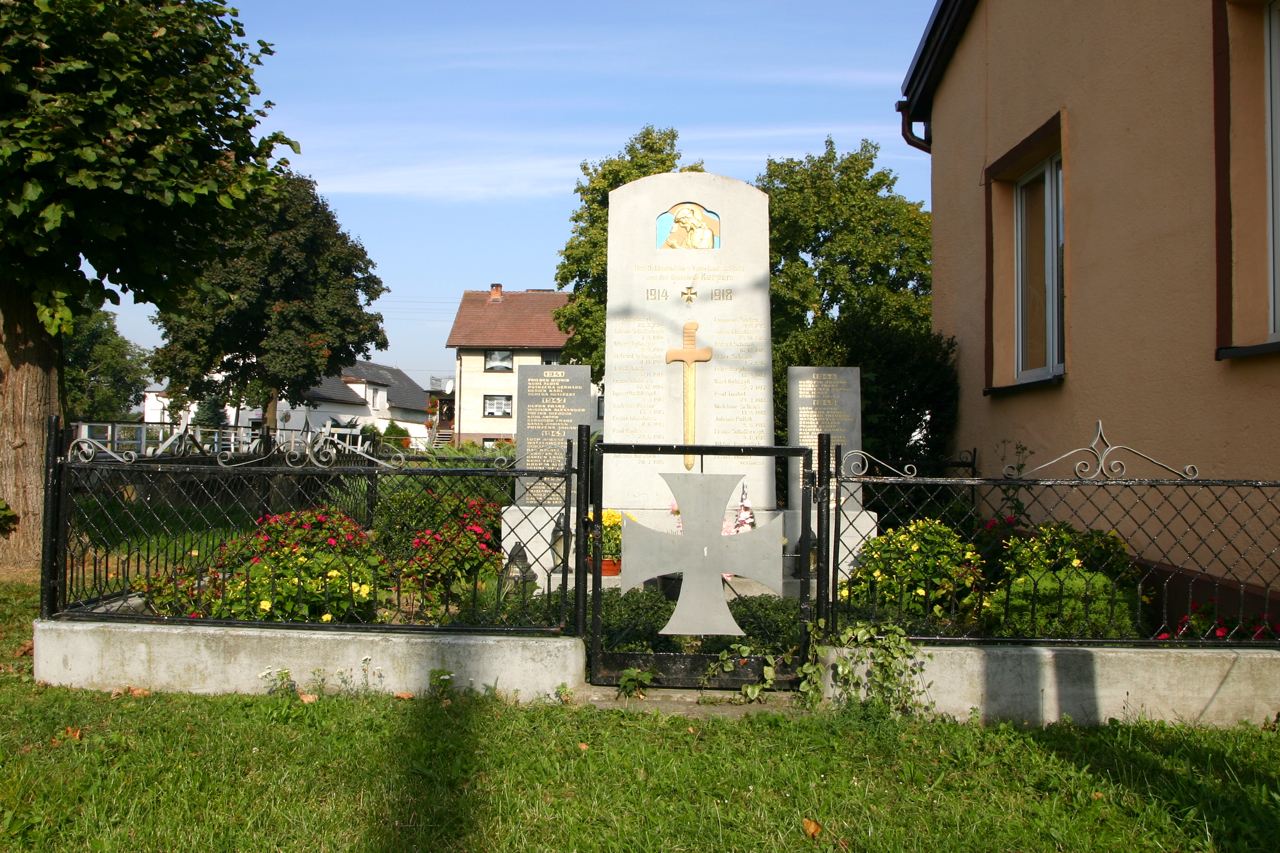
Pomnik poległych w I i II wojnie światowej

Według spisu ludności z 1 grudnia 1910, na 636 mieszkańców Kierpnia 15 posługiwało się językiem niemieckim, a 620 językiem polskim. Po zakończeniu I wojny światowej w Kierpniu narastał konflikt pomiędzy Niemcami i Polakami. W kronice szkoły i gminy z 1920 relacjonowano: „Polscy agitatorzy ciągle odwiedzają Kierpień, jedno polskie zebranie goni drugie. Napięcie między Niemcami i Polakami wzrasta jako skutek polskiego terroru. Kierpień jest znany jako «ostoja przekonanych Polaków» szeroko poza granicami powiatu prudnickiego.” Centralną osobowością po stronie polskiej był w Kierpniu Władysław Nohl. 26 czerwca 1920 we wsi założono proniemiecki Związek Wiernych Ojczyźnie Górnoślązaków, który liczył 109 członków. Ponadto działał tu Związek Chrześcijańskich Rolników (77 członków) i Związek Weteranów Wojennych (35 członków). 28 listopada 1920 odbyło się tu potajemne zebranie członków grup uderzeniowych z Kierpnia i okolic, któremu przewodniczył komendant POW Górnego Śląska w Prudniku Jan Faska. Utworzono wówczas grupę uderzeniową „Samopomoc”. Nauczyciel Hauke z Kierpnia miał podczas lekcji namawiać uczniów do zdzierania polskich plakatów, jednocześnie zabraniając im rozmawiać w szkole po polsku.
W 1921 w zasięgu plebiscytu na Górnym Śląsku znalazła się tylko część powiatu prudnickiego. Kierpień znalazł się po stronie wschodniej, w obszarze objętym plebiscytem. Do głosowania uprawnionych było w Kierpniu 440 osób, z czego 363, ok. 82,5%, stanowili mieszkańcy (w tym 360, ok. 81,8% całości, mieszkańcy urodzeni w miejscowości). Oddano 433 głosy (ok. 98,4% uprawnionych), w tym 431 (ok. 99,5%) ważnych; za Niemcami głosowało 266 osób (ok. 61,7%), a za Polską 165 osób (ok. 38,2%).
Podczas III powstania śląskiego w Kierpniu stacjonował oddział Selbstschutzu. 30 mieszkańców wsi brało udział po polskiej stronie w bitwie w rejonie Góry Świętej Anny. 23 września 1922 w Kierpniu odsłonięto pomnik upamiętniający mieszkańców wsi, którzy zginęli podczas I wojny światowej. W 1925 rozpoczęto budowę nowej szosy do Pisarzowic.

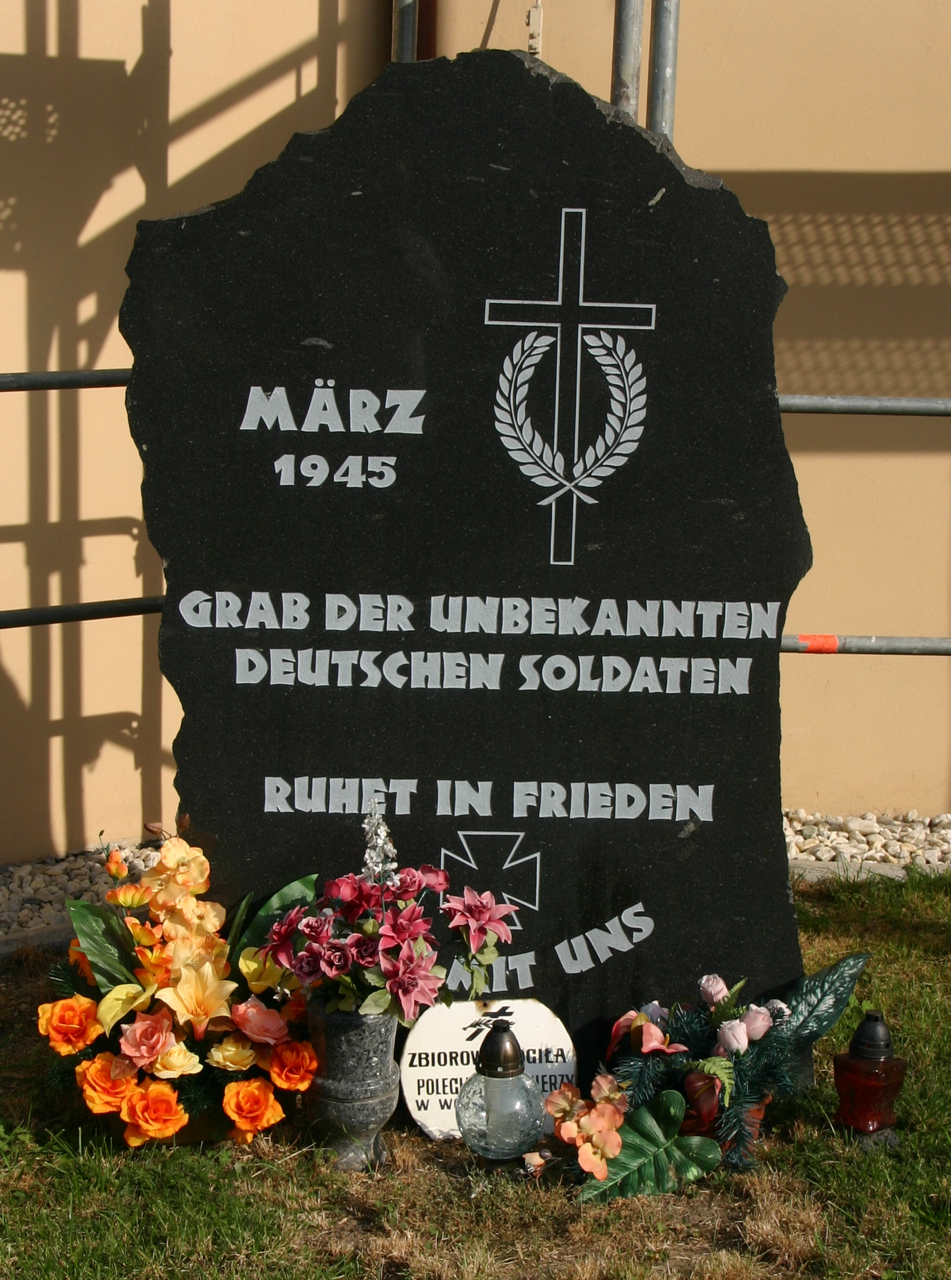
Zbiorowa mogiła żołnierzy poległych w marcu 1945

W latach 1945–1950 Kierpień należał do województwa śląskiego, a od 1950 do województwa opolskiego. W latach 1945–1954 wieś należała do gminy Kórnica, w latach 1954–1959 była siedzibą gromady Kierpień, w 1959 należała do gromady Błażejowice, a w latach 1959–1972 do gromady Mochów.
Po II wojnie światowej, od marca do maja 1945 powiat prudnicki znajdował się pod kontrolą radzieckiej komendantury wojskowej. 11 maja 1945 polska administracja przejęła władzę cywilną w powiecie prudnickim. Mieszkańcom Kierpnia, posługującym się dialektem śląskim bądź znającym język polski, pozwolono pozostać we wsi po otrzymaniu polskiego obywatelstwa.
W Kierpniu działała szkoła podstawowa. W 1945 miejscowe kobiety pobiły polskiego nauczyciela za znęcanie się nad ich dziećmi, ponieważ mówiły wyłącznie po niemiecku lub śląsku. Wieś ucierpiała podczas powodzi w lipcu 1997. W 2007 Kierpień przystąpił do Programu Odnowy Wsi Opolskiej.
Podczas powodzi 14 września 2024 została zalana droga powiatowa w Kierpniu, uniemożliwiając dojazd do Rzepcza. Następnego dnia wieś została całkowicie zalana. Woda zerwała most na Osobłodze w kierunku Pisarzowic.

## Mieszkańcy
Miejscowość zamieszkiwana jest przez mniejszość niemiecką oraz Ślązaków. Mieszkańcy wsi posługują się gwarą prudnicką, będącą odmianą dialektu śląskiego.

### Liczba mieszkańców wsi
- 1871 – 634[43]
- 1885 – 644[44]
- 1905 – 636[45]
- 1910 – 636[46]
- 1933 – 648[47]
- 1939 – 604[47]
- 1966 – 495[48]
- 1998 – 363[49]
- 2002 – 341[49]
- 2009 – 331[49]
- 2011 – 317[49]
- 2013 – 314[50]

## Zabytki

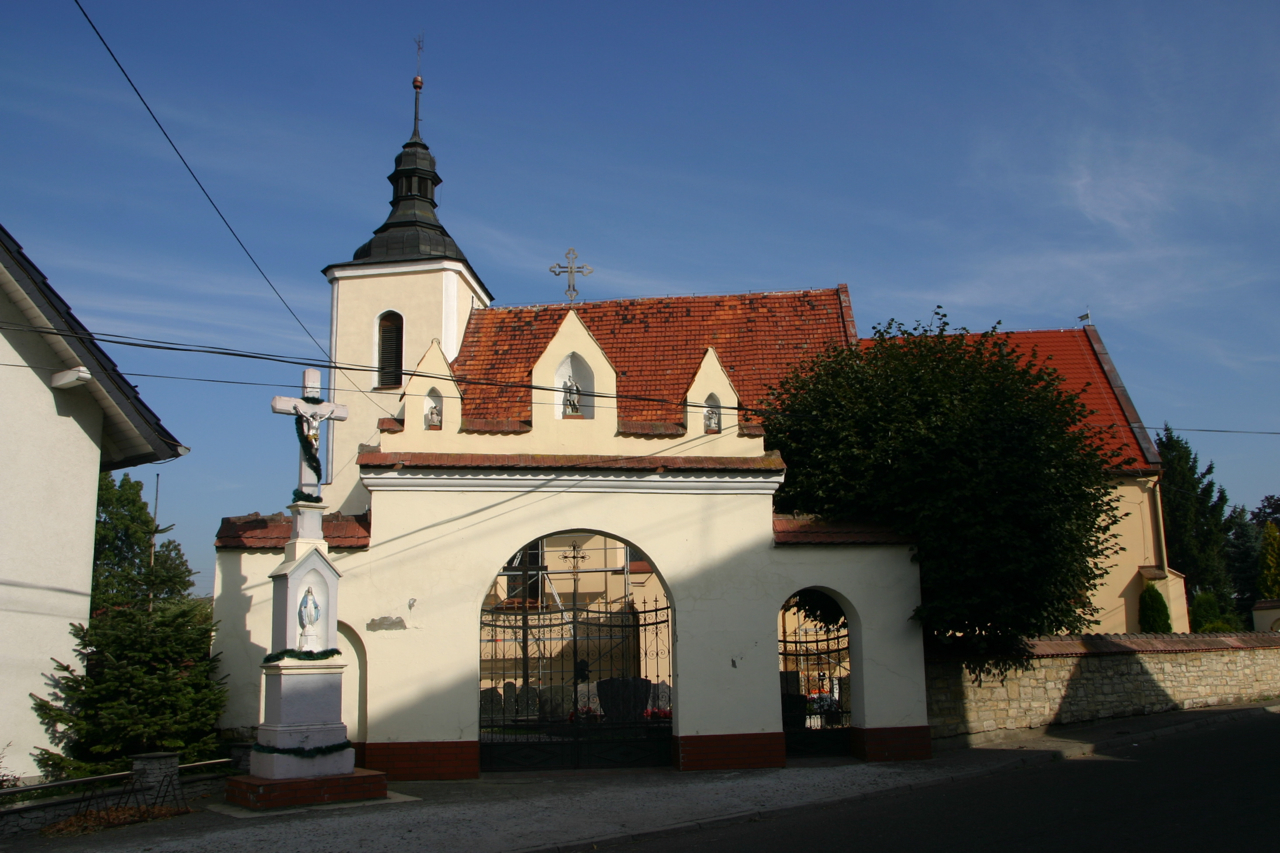
Kościół z ogrodzeniem

Do wojewódzkiego rejestru zabytków wpisane są:
- kościół par. pw. Narodzenia NMP, zabytkowy, z 1300 r., przebudowany w 1660 r. i w 1792 r., wypisany z księgi rejestru
- dom nr 47 (nie istnieje).

Zgodnie z gminną ewidencją zabytków w Kierpniu chronione są ponadto:
- ogrodzenie kościoła parafialnego z bramkami
- cmentarz parafialny przy kościele
- karczma, nr 1
- dom mieszkalny nr 24
- dom mieszkalny (wycużny) w zagrodzie nr 82
- dom mieszkalny (wycużny) nr 83
- dom mieszkalny nr 84
- dom mieszkalny nr 86
- szkoła, ob. dom nr 88

## Pomniki i obiekty upamiętniające
- Pomnik poległych w I i II wojnie światowej – pomnik na placu straży pożarnej w Kierpniu[53] powstały w 1922 jako upamiętnienie mieszkańców wsi, którzy polegli w I wojnie światowej[33]. Po II wojnie światowej został rozbudowany[53].

## Gospodarka
W Kierpniu siedzibę mają firmy Posadzkarstwo Hoinka Andrzej, Mechanika i Blacharstwo Pojazdowe Cibis Waldemar i Mechanika Pojazdowa blacharstwo lakiernictwo Hoinka Józef, zrzeszone w Cechu Rzemieślników i Przedsiębiorców w Prudniku.

## Transport
W zarządzie Wydziału Drogownictwa Starostwa Powiatowego w Prudniku znajdują się drogi powiatowe: nr 1269O relacji Zawada – Kierpień, nr 1278O relacji Leśnik – Kierpień oraz nr 1837O relacji Dobra – Kierpień – Rzepcze.
Kierpień posiada połączenia autobusowe z Głogówkiem. We wsi znajdują się trzy przystanki autobusowe – „Kierpień”, „Kierpień I”, „Kierpień II”.

## Kultura
W Kierpniu działa Niemieckie Koło Przyjaźni (Deutscher Freundeskreis) – oddział terenowy Towarzystwa Społeczno-Kulturalnego Niemców na Śląsku Opolskim.

## Religia
W Kierpniu znajduje się katolicki kościół Narodzenia Najświętszej Maryi Panny, który jest siedzibą parafii Narodzenia Najświętszej Maryi Panny (dekanat Głogówek).

## Polityka
W świetlicy w Kierpniu swoją siedzibę ma Obwodowa Komisja Wyborcza, do której należą sołectwa Błażejowice Dolne, Leśnik, Kierpień.
W wyborach parlamentarnych do Sejmu w 2015, 2019 i 2023 we wsi wygrała Mniejszość Niemiecka.
W wyborach prezydenckich w 2015 mieszkańcy obwodu opowiedzieli się za Bronisławem Komorowskim, w 2020 za Rafałem Trzaskowskim, a w 2025 za Sławomirem Mentzenem.

## Sport
Na Osobłodze w Kierpniu odbywają się lokalne zawody piłki prądowej wasserball. Zawody organizowane są przez jednostkę ochotniczej straży pożarnej w Kierpniu.

## Turystyka
Oddział PTTK „Sudetów Wschodnich” w Prudniku ustanowił turystyczną Odznakę Krajoznawczą Ziemi Prudnickiej, którą zdobywa się poprzez zwiedzenie odpowiedniej liczby obiektów w miejscowościach położonych na ziemi prudnickiej, w tym w Kierpniu.

## Bezpieczeństwo

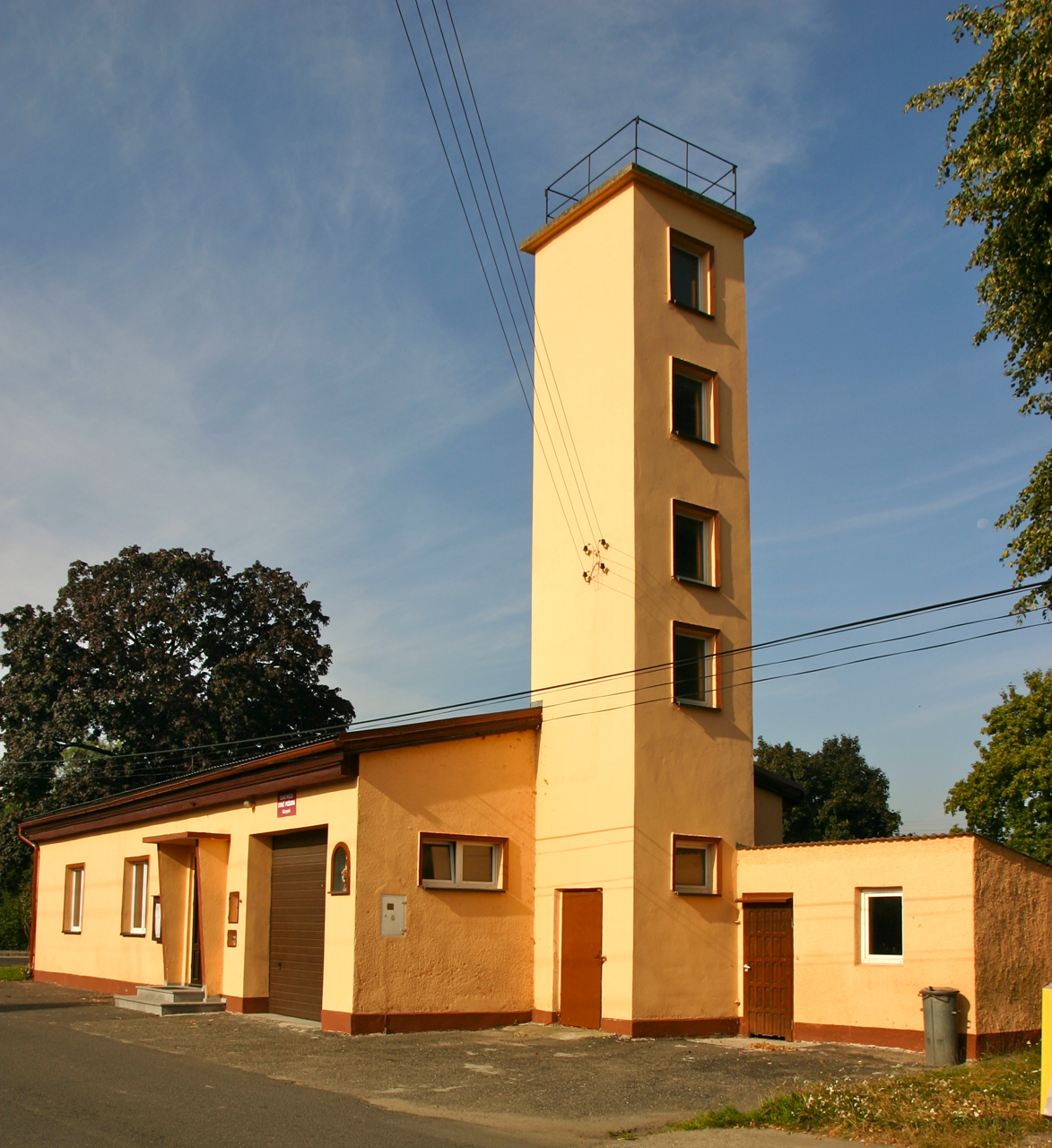
Remiza OSP Kierpień

W zakresie ochrony przeciwpożarowej oraz innych miejscowych zagrożeń w Kierpniu działa jednostka Ochotniczej Straży Pożarnej.
Miejscowość jest pod opieką dzielnicowego rejonu służbowego nr 12 Komendy Powiatowej Policji w Prudniku (Komisariat Policji w Głogówku).
Teren wsi, jak i całej gminy Głogówek, położony jest w strefie nadgranicznej w związku z czym Straż Graniczna dysponuje, na tym obszarze, specjalnymi kompetencjami w zakresie bezpieczeństwa. Gminę Głogówek obejmuje zasięgiem służbowym placówka Straży Granicznej w Opolu ze Śląskiego Oddziału SG.

## Ludzie związani z Kierpniem
- Julius Zupitza (1844–1895) – filolog, urodzony w Kierpniu